# Jusuf Buxhovi
Jusuf Buxhovi, född den 4 augusti 1946 i Peja i Kosovo i Jugoslavien, är en albansk författare och journalist.
Jusuf Buxhovi avlade doktorsexamen i historia vid Pristinas universitet 1979. Han fick därefter arbete som journalist hos nyhetstidningen Rilindja. Han arbetade även som redaktör hos tidskriften Eksluzive. Buxhovi är som nutida författare i den albanskspråkiga världen mest känd för sina romaner.